# Leuctra carpathica
Leuctra carpathica är en bäcksländeart som beskrevs av Kis 1966. Leuctra carpathica ingår i släktet Leuctra och familjen smalbäcksländor. Inga underarter finns listade i Catalogue of Life.